# قاعدة الجنرال برناردو أوهيغينز ريكيلم

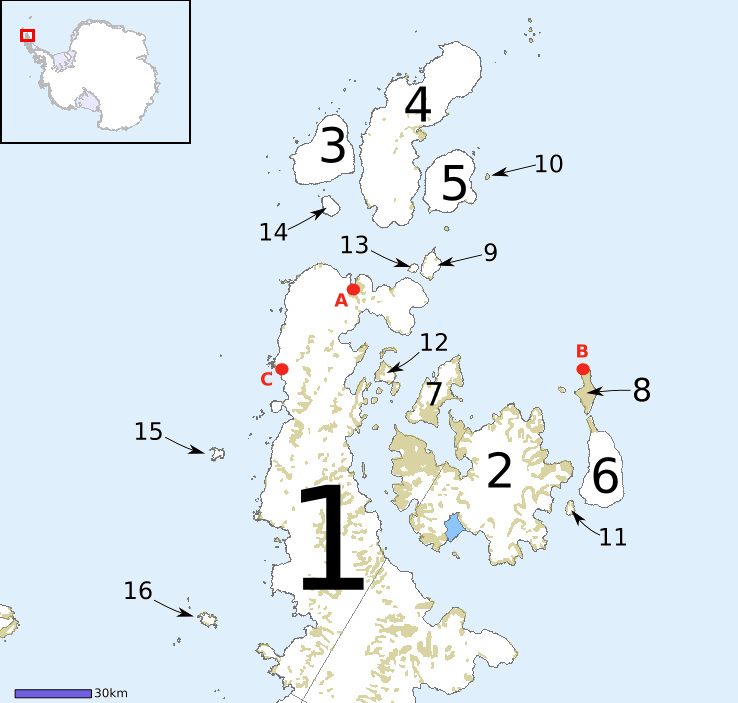
خريطة المحطة في موقع علامة "C"

قاعدة الجنرال برناردو أوهيغينز ريكيلم, سميت المدينة على أسم برناردو أوهيغينز وهو عامل بصورة دائمة في محطة البحوث التشيلية في القارة القطبية الجنوبية وبلدية العاصمة. وتقع في على أرتفاع 13 متر، حوالي 30 كم إلى الجنوب الغربي من (Prime Head)، فإن أقصى نقطة من شبه جزيرة أنتاركتيكا، في كيب ليغوبيل.

## التاريخ
تأسست القاعدة في 18 شباط / فبراير 1948 من قبل البعثة التشيلية للقطب الجنوبي وهي واحدة من أسس القطب الجنوبي ذات أعداد أطول من التشغيل المستمر. عدد سكانها في الشتاء 16 وذروة السكان في القطب الجنوبي خلال الصيف عادة 44، على الرغم من أمكانية أستيعابها ألى ما يصل إلى 60 شخصاً. يتم تشغيل القاعدة من قبل الجيش التشيلي. ومعروفة أيضاً بأسم بورتو كوفادونغا على أسم الميناء التي يقع فيها.
تأسست محطة الاستقبال الألمانية للقطب الجنوبي (GARS) في أوهيغينز في عام 1991 من قبل مركز الطيران والفضاء الألماني. وهي قنوات محطات أرضية تقع في القارة القطبية الجنوبية لتمكين أستقبال البيانات من الأقمار الصناعية القائمة على أجهزة الأستشعار داخل المنطقة القطبية الجنوبية التي قد تفقد. ذات عرض نطاق ترددي ذو أجهزة الاستشعارعالية مثل رادار الفتحة التركيبية تولد الكثير من البيانات المخزنة على متن الأقمار الصناعية لإحالتها إلى المحطات الأرضية في أماكن أخرى. يقع "GARS" أوهيغينز بسبب الجيولوجيا، البنية التحتية وقابلية الوصول للقاعدة.

### الموقع التاريخي
الموقع التاريخي لأوهيغينز في كيب ليغوبيل وتضم الهياكل ذات الأهمية التاريخية:
- تأسست القاعدة الأصلية في 18 شباط / فبراير 1948 من قبل رئيس جمهورية شيلي, غابرييل غونزاليس فيديلا، أول رئيس دولة في العالم يزورالقارة القطبية الجنوبية.
- تمثال الكابتن الجنرال برناردو أوهيغينز ريكيلم شيد في عام 1948.
- لافتة أقيمت في 12 آب / أغسطس 1957 لذكرى مساعدي أوسكار إينوستروزا كونتريراس وسيرجيو بونس توريالبا.
- بنيت مغارة فرجين دي كارمين بالقرب من القاعدة في أوائل السبعينيات بمثابة المركز الروحي لسحب الموظفين من مختلف المحطات والبعثات في أنتاركتيكا.

تم تعيين الموقع التاريخي أو النصب (HSM 37)، بناءاً على اقتراح من شيلي لنظام معاهدة القارة القطبية الجنوبية.

## المناخ
تقع قاعدة برناردو أوهيغينز على الشريط الحدودي التندرا القطبية (كوبن ET) الذي هو قريب للغاية من المناخ الجليدي القطبي (كوبن EF). متوسط هطول الأمطار السنوي يصل إلى 771 مليمتر (30.35 بوصة)، ويتم توزيعها بشكل متساو إلى حد ما على مدار السنة، عادة ما تبلغ ذروتها بشكل هامشي خلال الربيع الجنوبي. درجات الحرارة شديدة البرودة على مدار العام؛ أحر شهر يناير / كانون الثاني مع متوسط درجة الحرارة الشهرية من 1 °م (34 °ف) ، في حين أبرد شهر هو يوليو / تموز مع متوسط درجة الحرارة الشهرية من −9 °م (16 °ف).
| البيانات المناخية لـقاعدة برناردو أوهيغينز (تشيلي), أنتاريكتيكا (1961–1990, القصوى 1953–الحاضر) | البيانات المناخية لـقاعدة برناردو أوهيغينز (تشيلي), أنتاريكتيكا (1961–1990, القصوى 1953–الحاضر) | البيانات المناخية لـقاعدة برناردو أوهيغينز (تشيلي), أنتاريكتيكا (1961–1990, القصوى 1953–الحاضر) | البيانات المناخية لـقاعدة برناردو أوهيغينز (تشيلي), أنتاريكتيكا (1961–1990, القصوى 1953–الحاضر) | البيانات المناخية لـقاعدة برناردو أوهيغينز (تشيلي), أنتاريكتيكا (1961–1990, القصوى 1953–الحاضر) | البيانات المناخية لـقاعدة برناردو أوهيغينز (تشيلي), أنتاريكتيكا (1961–1990, القصوى 1953–الحاضر) | البيانات المناخية لـقاعدة برناردو أوهيغينز (تشيلي), أنتاريكتيكا (1961–1990, القصوى 1953–الحاضر) | البيانات المناخية لـقاعدة برناردو أوهيغينز (تشيلي), أنتاريكتيكا (1961–1990, القصوى 1953–الحاضر) | البيانات المناخية لـقاعدة برناردو أوهيغينز (تشيلي), أنتاريكتيكا (1961–1990, القصوى 1953–الحاضر) | البيانات المناخية لـقاعدة برناردو أوهيغينز (تشيلي), أنتاريكتيكا (1961–1990, القصوى 1953–الحاضر) | البيانات المناخية لـقاعدة برناردو أوهيغينز (تشيلي), أنتاريكتيكا (1961–1990, القصوى 1953–الحاضر) | البيانات المناخية لـقاعدة برناردو أوهيغينز (تشيلي), أنتاريكتيكا (1961–1990, القصوى 1953–الحاضر) | البيانات المناخية لـقاعدة برناردو أوهيغينز (تشيلي), أنتاريكتيكا (1961–1990, القصوى 1953–الحاضر) | البيانات المناخية لـقاعدة برناردو أوهيغينز (تشيلي), أنتاريكتيكا (1961–1990, القصوى 1953–الحاضر) |
| الشهر                                                                                           | يناير                                                                                           | فبراير                                                                                          | مارس                                                                                            | أبريل                                                                                           | مايو                                                                                            | يونيو                                                                                           | يوليو                                                                                           | أغسطس                                                                                           | سبتمبر                                                                                          | أكتوبر                                                                                          | نوفمبر                                                                                          | ديسمبر                                                                                          | المعدل السنوي                                                                                   |
| ----------------------------------------------------------------------------------------------- | ----------------------------------------------------------------------------------------------- | ----------------------------------------------------------------------------------------------- | ----------------------------------------------------------------------------------------------- | ----------------------------------------------------------------------------------------------- | ----------------------------------------------------------------------------------------------- | ----------------------------------------------------------------------------------------------- | ----------------------------------------------------------------------------------------------- | ----------------------------------------------------------------------------------------------- | ----------------------------------------------------------------------------------------------- | ----------------------------------------------------------------------------------------------- | ----------------------------------------------------------------------------------------------- | ----------------------------------------------------------------------------------------------- | ----------------------------------------------------------------------------------------------- |
| الدرجة القصوى °م (°ف)                                                                           | 12.0 (53.6)                                                                                     | 10.0 (50.0)                                                                                     | 11.4 (52.5)                                                                                     | 5.0 (41.0)                                                                                      | 11.5 (52.7)                                                                                     | 10.6 (51.1)                                                                                     | 7.0 (44.6)                                                                                      | 12.8 (55.0)                                                                                     | 14.0 (57.2)                                                                                     | 9.2 (48.6)                                                                                      | 9.2 (48.6)                                                                                      | 10.0 (50.0)                                                                                     | 14.0 (57.2)                                                                                     |
| المتوسط اليومي °م (°ف)                                                                          | 0.5 (32.9)                                                                                      | 0.1 (32.2)                                                                                      | −1.4 (29.5)                                                                                     | −4.1 (24.6)                                                                                     | −6.3 (20.7)                                                                                     | −8.0 (17.6)                                                                                     | −8.5 (16.7)                                                                                     | −8.4 (16.9)                                                                                     | −5.6 (21.9)                                                                                     | −3.5 (25.7)                                                                                     | −1.7 (28.9)                                                                                     | 0.1 (32.2)                                                                                      | −3.9 (25.0)                                                                                     |
| أدنى درجة حرارة °م (°ف)                                                                         | −10.1 (13.8)                                                                                    | −14.0 (6.8)                                                                                     | −20.0 (−4.0)                                                                                    | −25.0 (−13.0)                                                                                   | −30.0 (−22.0)                                                                                   | −34.2 (−29.6)                                                                                   | −34.4 (−29.9)                                                                                   | −33.2 (−27.8)                                                                                   | −29.2 (−20.6)                                                                                   | −26.0 (−14.8)                                                                                   | −15.0 (5.0)                                                                                     | −10.6 (12.9)                                                                                    | −34.4 (−29.9)                                                                                   |
| الهطول مم (إنش)                                                                                 | 28.9 (1.14)                                                                                     | 64.0 (2.52)                                                                                     | 74.1 (2.92)                                                                                     | 78.0 (3.07)                                                                                     | 66.7 (2.63)                                                                                     | 50.7 (2.00)                                                                                     | 65.5 (2.58)                                                                                     | 67.2 (2.65)                                                                                     | 87.7 (3.45)                                                                                     | 87.1 (3.43)                                                                                     | 61.9 (2.44)                                                                                     | 38.7 (1.52)                                                                                     | 770.5 (30.35)                                                                                   |
| متوسط الرطوبة النسبية (%)                                                                       | 81                                                                                              | 84                                                                                              | 83                                                                                              | 81                                                                                              | 84                                                                                              | 82                                                                                              | 82                                                                                              | 81                                                                                              | 82                                                                                              | 81                                                                                              | 80                                                                                              | 81                                                                                              | 82                                                                                              |
| ساعات سطوع الشمس الشهرية                                                                        | 105                                                                                             | 83                                                                                              | 35                                                                                              | 28                                                                                              | 18                                                                                              | 11                                                                                              | 15                                                                                              | 29                                                                                              | 46                                                                                              | 73                                                                                              | 92                                                                                              | 111                                                                                             | 646                                                                                             |
| المصدر #1: NOAA                                                                                 |                                                                                                 |                                                                                                 |                                                                                                 |                                                                                                 |                                                                                                 |                                                                                                 |                                                                                                 |                                                                                                 |                                                                                                 |                                                                                                 |                                                                                                 |                                                                                                 |                                                                                                 |
| المصدر #2: مكتب الأرصاد الجوية التشيلي (القصوى), الأرصاد الجوية الألمانية (sun, 1961–1990)      |                                                                                                 |                                                                                                 |                                                                                                 |                                                                                                 |                                                                                                 |                                                                                                 |                                                                                                 |                                                                                                 |                                                                                                 |                                                                                                 |                                                                                                 |                                                                                                 |                                                                                                 |

## الملاحظات
1. ↑  Station ID for Base Bernardo O'Higgins is 89059 Use this station ID to locate the sunshine duration

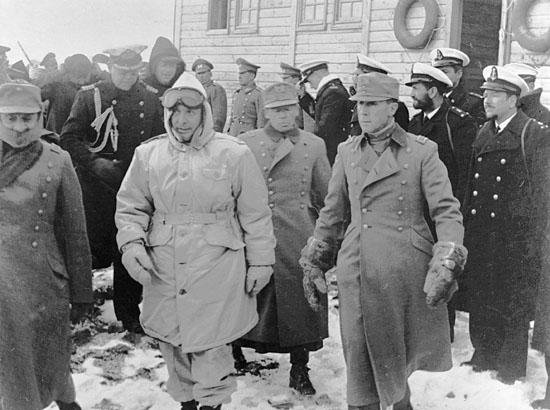
قاعدة الجنرال برناردو أوهيغينز ريكيلم

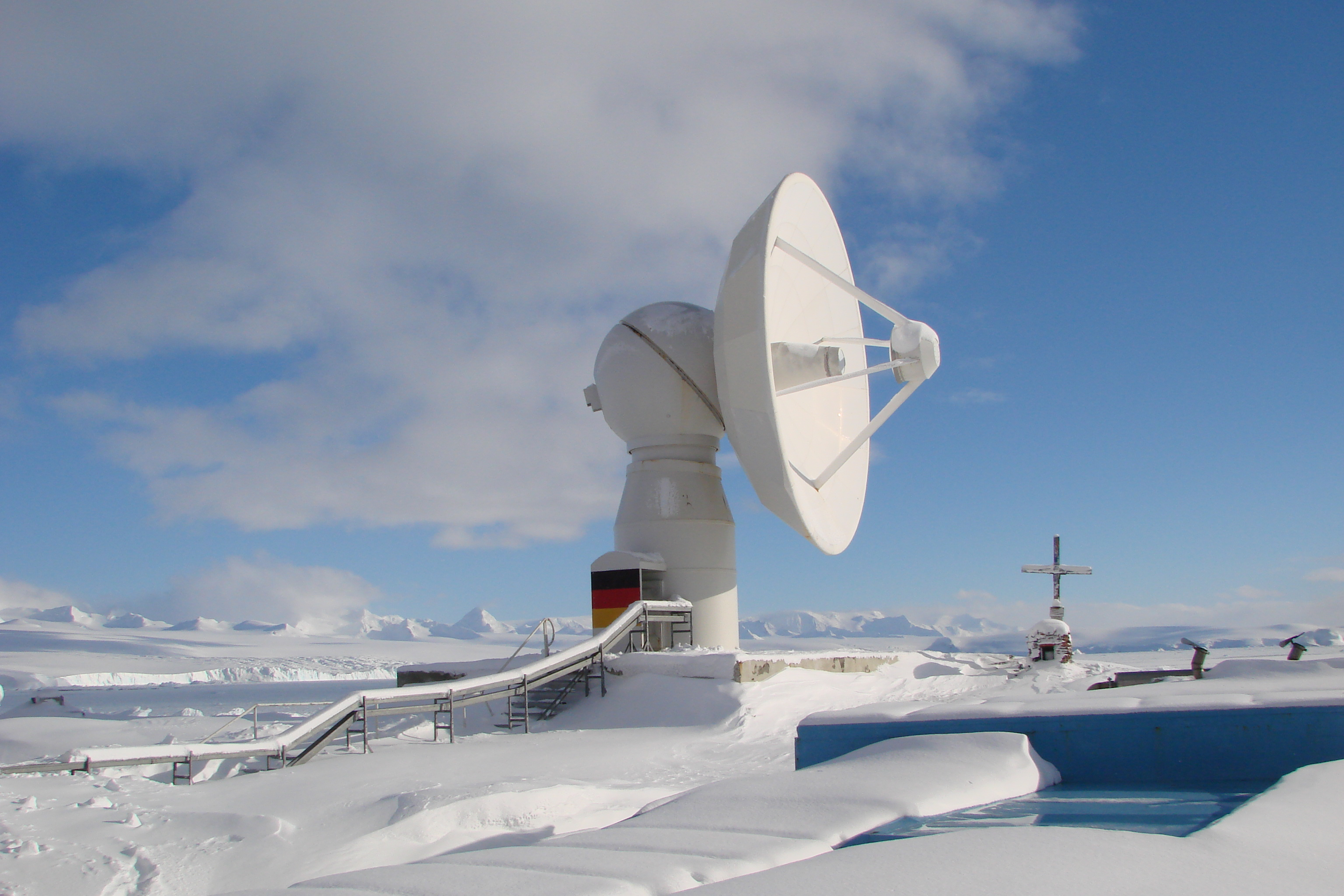
GARS

## وصلات خارجية
- (بالإسبانية)   قاعدة الجنرال برناردو أوهيغينز
- (بالإسبانية) الموقع الرسمي لمعهد Antartico Chileno
- كاميرا بطاريق أوهيغينز (جنتو البطريق؛ موسمية)
- (بالألمانية) محطة Antarktis, موقع شخصي عن الحياة في "GARS" أوهيغينز.
- COMNAP مرافق القطب الجنوبي
- COMNAP اخريطة مرافق القطب الجنوبي